# Yeah! (Brownsville Station)
| Recensione | Giudizio |
| ---------- | -------- |
| AllMusic   | [ 1 ]    |

Yeah! è un album della hard rock band dei Brownsville Station, uscito nell'agosto 1973.
Ha raggiunto il 98º posto sulla "Billboard 200" e il singolo Smokin' in the Boys Room ha raggiunto il terzo posto sulla "U.S. Billboard Hot 100 chart" e il 27º nella "UK single Chart".

## Tracce
Lato A
1. Question of Temperature – 3:25 (Mike Appel, Ed Schnug, Don Henny)
2. Lightnin' Bar Blues – 2:40 (Hoyt Axton)
3. Take It or Leave It – 2:53 (Hank Cardell (Hank Cardello))
4. All Night Long – 2:50 (Michael Lutz, Cub Koda)
5. Let Your Yeah Be Yeah – 3:30 (Jimmy Cliff)

Lato B
1. Sweet Jane – 2:53 (Lou Reed)
2. Love, Love, Love – 2:48 (Terry Knight)
3. Go Out and Get Her – 2:55 (Doug Morris)
4. Barefootin' – 2:15 (Robert Parker)
5. Smokin' in the Boys Room – 2:54 (Michael Lutz, Cub Koda)

## Formazione
- Michael Lutz - voce, basso
- Cub Koda - voce, chitarra
- Henry H Bomb Weck - batteria

Note aggiuntive
- Doug Morris e Eric Stevens - produttore
- Registrazioni effettuate al Media Sound di New York City, New York (Stati Uniti)
- Michael Delugg - ingegnere delle registrazioni
- Al Nalli - management
- Rob Nalli - fotografie
- The Music Agency - design album
- Beverley Weinstein - art direction[4]

## Classifica
Album
| Anno | Classifica    | Posizione raggiunta |
| ---- | ------------- | ------------------- |
| 1974 | Billboard 200 | 98                  |

Singoli
| Anno | Titolo del brano          | Classifica             | Posizione raggiunta |
| ---- | ------------------------- | ---------------------- | ------------------- |
| 1973 | Let Your Yeah Be Yeah     | Billboard Hot 100      | 57                  |
| 1974 | Smokin' in the Boy's Room | Billboard Hot 100      | 3                   |
| 1974 | Smokin' in the Boy's Room | Official Singles Chart | 27                  |